# Mount Lyell (berg i Australien, Tasmanien)
Mount Lyell är ett berg i Australien. Det ligger i regionen West Coast och delstaten Tasmanien, i den sydöstra delen av landet, omkring 170 kilometer nordväst om delstatshuvudstaden Hobart. Toppen på Mount Lyell är 917 meter över havet, eller 551 meter över den omgivande terrängen. Bredden vid basen är 6,5 km.
Trakten runt Mount Lyell är nära nog obefolkad, med mindre än två invånare per kvadratkilometer.. Närmaste större samhälle är Queenstown, nära Mount Lyell.
I omgivningarna runt Mount Lyell växer i huvudsak städsegrön lövskog. Genomsnittlig årsnederbörd är 2 407 millimeter. Den regnigaste månaden är september, med i genomsnitt 283 mm nederbörd, och den torraste är februari, med 92 mm nederbörd.